# Гэмджи, Сэмпсон
Доктор Джозеф Сэмпсон Гэмджи, MRCS, FRSE (17 апреля 1828, Ливорно, Италия — 18 сентября 1886, Бирмингем, Великобритания) — хирург Королевской больницы (позже общей больницы) в Бирмингеме, Англия. Был пионером антисептической хирургии (когда-то он жил в одном доме с Джозефом Листером), а в 1880 году изобрёл повязку Гэмджи, впитывающую вату и марлевую хирургическую повязку.

## Биография
Он был сыном Джозефа Гэмджи (1801—1895), ветеринарного врача в Ливорно, Италия, и его жены Мэри Энн Уэст (1799—1873). Он был родным братом доктора Джона Гэмджи, изобретателя и профессора анатомии и физиологии в ветеринарном колледже Дика, Эдинбург, и доктора Артура Гэмджи. Сэмпсон учился в лондонском Королевском ветеринарном колледже.
Он получил должность домашнего хирурга в больнице Университетского колледжа в Лондоне. Затем он служил хирургом в британо-итальянском Легионе во время Крымской войны. По возвращении в 1857 году он занял должность хирурга в Королевской больнице в Бирмингеме.
В 1868 году он был избран членом Королевского общества Эдинбурга, его кандидатурой стал сэр Джеймс Янг Симпсон.
В 1873 году он основал Бирмингемский больничный субботний фонд, который собирал деньги для различных больниц Бирмингема из сверхурочного заработка, получаемого рабочими в назначенные больничные субботы. Это был первый подобный фонд, собравший таким образом деньги для нескольких больниц. Сэмпсон был также первым президентом Бирмингемского медицинского института.
В 1881 году он вышел на пенсию из активной больничной жизни из-за инфекции гематурии. В 1886 году его здоровье ещё больше ухудшилось во время поездки в Дартмут, где он упал, сломав правую бедренную кость в её голове. Он умер от болезни Брайта в Бирмингеме 18 сентября 1886 года.

## Публикации
- «Исследования в области патологической анатомии и клинической хирургии» (1856)
- «О лечении переломов конечностей» (1871)
- «Лекция по Овариотомии »(1871)
- «О лечении ран и переломов» (1883)

## Наследие
Он косвенно (через изобретённую им повязку) дал свою фамилию хоббиту Сэму Гэмджи в романе Дж. Р. Р. Толкина «Властелин колец». В память о нём на Бирмингемском репертуарном театре установлена голубая мемориальная доска, а в Бирмингемском медицинском институте ему посвящена библиотека.

## Семья
В 1886 году он женился на Мэрион Паркер, дочери ветеринара из Эджбастона. У них было два сына и две дочери. Один сын, Леонард Паркер Гэмджи, стал известным хирургом Бирмингема, а его племянник (сын его сестры Фанни Гэмджи) — профессором сэром Д’Арси Уэнтуортом Томпсоном (1860—1948).